# 美國警察

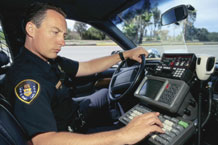
美國警察

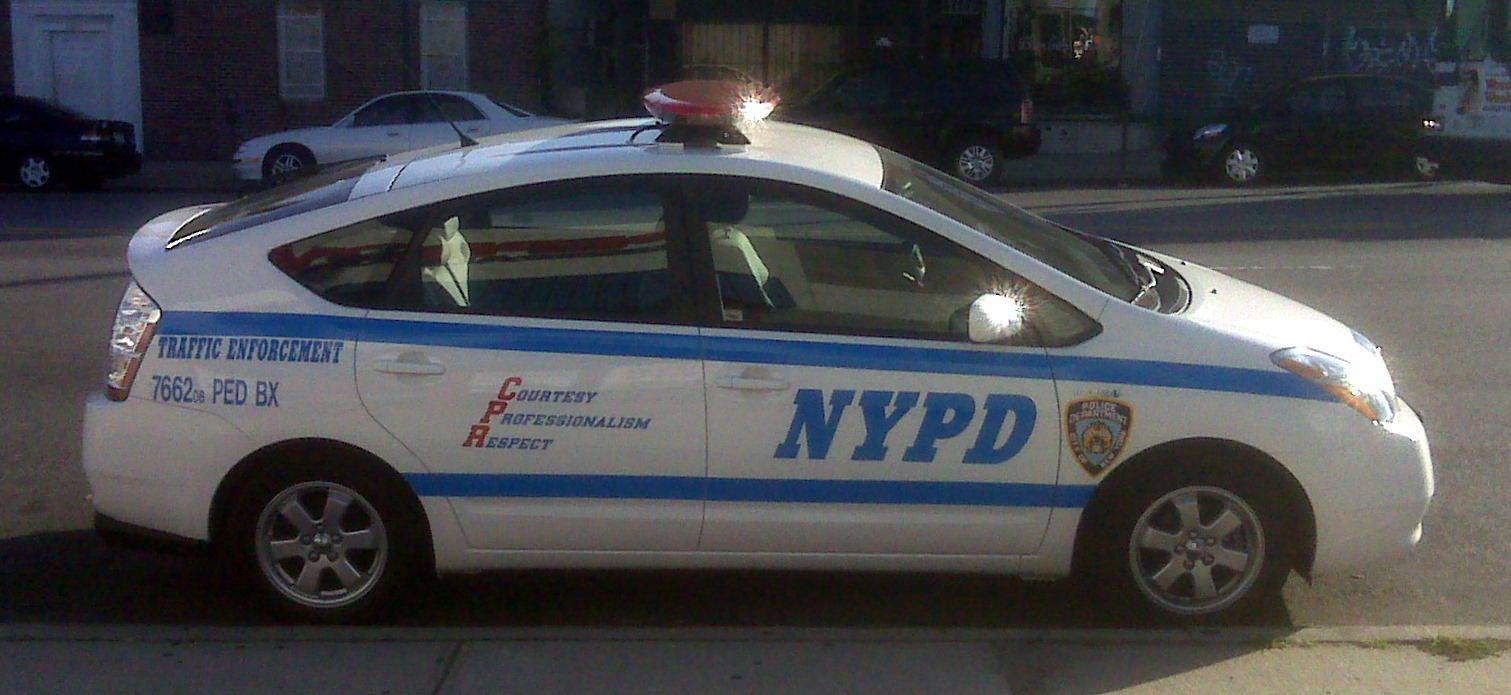
紐約市警察局使用混合動力車作警察車輛

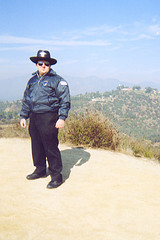
州警

美国警察主要分為联邦、州、郡、市（或鎮、村）几级，美国联邦政府執法機構和各州的警察分别行使联邦和州所赋予的警察权力，州以下的警察的权力則由各州自行决定。除了联邦執法機構外，州警察、城市警察、县警察、鎮警察、村警察、私人保安与联邦政府没有任何的從屬上下关系，乃是直接由地方政府领导。
美國共有18,000多个警察机构、3,088个郡警察部门、13,578个市警察机构、49个州警察机构（夏威夷外）、50个联邦执法机构、1,626个特殊警察部门（管辖权力限制於如公园、交通、机场及學校等，當中包括美國公園警察及美国国会警察等）。美国警察共有920,000名人員，警民比例为3.25‰，与总面积比例为10名警察/100平方公里。其中，660,000名正规警察、260,000名文职人员，从警察局的人数和规模来看，大多数警察部门平均不逾100人；有800多个警察部门仅有1至2名正规警察，只有38个警察部门人数逾1,000人。
與其他大部份國家和地區的警察不同，根據美國最高法院1981年沃倫訴華盛頓哥倫比亞特區案以及2005年羅克堡鎮訴岡薩雷斯案所作出的判決，美國警察沒有保護公民的義務，美國警察只負責執行所隸屬單位的法律。

## 聯邦執法機構
美国没有统一的中央警察机构，美国联邦執法机构主要分属联邦政府的司法部及国土安全部。联邦執法机构的主要职能是执行各项联邦法律和打击全国性的重大违法犯罪。

## 州警察
美国每个州政府都有自己的警察机构，州警察机构属于一种自治体警察，州的警察机构一般只执行本州的法律，不受联邦警察的领导和约束，而是对各自的州长负责。
州警察在县市等地方警察机构不管的地区来履行責任，例如在州界公路上巡逻和解决交通事故等。在美国，州警察的活动范围不大，其权力限制於与各州裏各种政治因素所起的作用有关，州警察局长大多由州长亲自任命。 
美国有50个州，每个州都有自己的法律和法院、监狱及警察局。联邦警察执法的依据是联邦法律。而州及县市警察执法則是依据各自的地方法律。因此在美国发生一些案件可能會有几个部门同时進行调查。

## 市警察
美国城市警察执法机构都是受到城市行政机构管辖的，但是在具体管理形式上联邦政府則没有统一的规定，在采用独任市长制的城市里，城市警察局机构由市长负责，而在采用议会制的城市里，警察机构由警察委员会领导。 
城市警察是美国机构中最庞大、最重要的组成部分。目前，城市警察局雇用的正規警察约占全美國正規警察的3/4。城市警察肩负执行法律，维护城市社会秩序，向社会提供服务等責任。全美國有10,000多个城市警察局，其法律地位相同或相似。由于制度不统一，机构大小和任务繁简差异较大，所以城市警察局的内部机构设置也有较大差异。但是由于城市是美国人口最集中及情况最复杂的地方，謀杀及抢劫等罪行日日发生，因此美国城市警察的工作比起县级警察机构复杂和繁重。其中最明显的标志是城市警察比县级执法范围宽，服务范围也大得多，除了巡逻及侦破各种刑事案件外，还要对市民的酗酒、吸毒及家庭纠纷等社会问题最先做出反应，并且着手予以解决。

## 县（郡）警察
美国县警察机构数量不少，但是规模小，大多数正规警察不足10%。县警察局是根据美国各州的法律成立的，各州的法律对县警察局长的任期和产生办法都有明文规定。各县警察机构的主管人均由选举产生，县警察局长比其他地方政府官员具有更高的自主权，大多数警察局长是该地区威望较高的人。在美国，县一级的行政机构并不大。县警察不但负责向居民发送逮捕证和传票，而且亦要為法庭提供保卫服務，同时大多数县警察机构还要负责做好地方的监狱管理工作，有些县的警察局长还兼任监狱的监狱长。